# Хачикян, Ани
Ани Хачикян (арм. Անի Խաչիկյան; род. 16 марта 1991, Ереван) — армянская легкоатлетка, специалистка по бегу на короткие дистанции. Выступала за сборную Армении по лёгкой атлетике в конце 2000-х годов, победительница и призёрка первенств национального значения, действующая рекордсменка страны в эстафете 4 × 100 метров, участница летних Олимпийских игр в Пекине.

## Биография
Ани Хачикян родилась 16 марта 1991 года в Ереване, Армянская ССР.
Выступала в лёгкой атлетике на международном уровне начиная с 2007 года, в частности в этом сезоне отметилась участием в соревнованиях в Нидерландах, Боснии и Герциговине.
В январе 2008 года на соревнованиях в немецком Хемнице установила свой личный рекорд в беге на 60 метров — 7,93. Выполнив олимпийский квалификационный норматив, вошла в основной состав армянской национальной сборной и удостоилась права защищать честь страны на летних Олимпийских играх в Пекине — в программе бега на 100 метров с результатом 12,76 не смогла пройти дальше предварительного квалификационного этапа.
После пекинской Олимпиады Хачикян ещё в течение некоторого времени оставалась действующей спортсменкой и продолжала принимать участие в крупнейших международных стартах. Так, в 2009 году на соревнованиях третьей лиги командного чемпионата Европы в Сараево она показала свой лучший результата в беге на 100 метров (25,23) и вместе со своими соотечественницами установила национальный рекорд Армении в эстафете 4 × 100 метров (48,36), затем бежала 100 метров на чемпионате мира в Берлине, где так же добилась личного рекорда — 12,30.
В 2010 году стартовала на соревнованиях в мальтийской Марсе, где бежала 100 метров, а также эстафеты 4 × 100 и 4 × 400 метров. По окончании этого сезона завершила спортивную карьеру.